# Vladimír Podborský (politik)
Vladimír Podborský (21. září 1900 – ???) byl český a československý politik, poslanec Prozatímního a Národního shromáždění ČSR za Československou sociální demokracii, po roce 1948 za Komunistickou stranu Československa

## Biografie
V letech 1945-1946 byl poslancem Prozatímního Národního shromáždění za sociální demokraty. V parlamentu setrval do parlamentních voleb v roce 1946.
Během únorového převratu v roce 1948 patřil k frakci loajální vůči KSČ, která v sociálně demokratické straně převzala moc. Byl odborovým předákem (Revoluční odborové hnutí) a patřil mezi hlavní postavy prokomunistické frakce na Brněnsku. 24. února 1948 usedl jako místopředseda do Akčního výboru Národní fronty města Brna. V následujících týdnech se pak podílel na přebírání moci v sociální demokracii a na čistkách odpůrců spolupráce s KSČ. V souvislosti se sloučením ČSSD s KSČ byl v červnu 1948 kooptován do ÚV KSČ.
Do nejvyššího zákonodárného sboru se vrátil po volbách do Národního shromáždění roku 1948, kdy kandidoval za sociální demokraty ve volebním kraji Brno. V červnu 1948 po sloučení sociální demokracie s KSČ přešel do poslaneckého klubu komunistů. Mandátu se vzdal v květnu 1952. Jako náhradník místo něj nastoupil Pavel Hron.